# Bien Figueroa
Bienvenido Figueroa De León (nacido el 7 de febrero de 1964 en Santo Domingo) es un ex infielder dominicano que jugó en las Grandes Ligas de Béisbol en 12 partidos entre mayo y octubre de 1992 para los Cardenales de San Luis. Firmado por los Cardenales como amateur en la quinta ronda del draft de 1986 el 2 de junio, Figueroa pasó alrededor de seis años en el sistema de ligas menores del equipo. Terminó con promedio de .182, 2 hits, 1 doble, 4 carreras impulsadas, 1 anotada en 11 veces al bate.